# 富沢信雄
富沢 信雄（とみざわ のぶお、1951年12月26日 - ）は、日本のアニメーター、アニメ監督。テレコム・アニメーションフィルム所属兼取締役。

## 経歴
1974年頃から作画で日本アニメーションの作品を手がけ、そこで宮崎駿、大塚康生、高畑勲らと知り合う。『未来少年コナン』での仕事がきっかけで、『ルパン三世 カリオストロの城』に関わることとなり、1979年テレコム・アニメーションフィルムに入社。その後テレコムで、『ルパン三世（TV第2シリーズ）』や『じゃりン子チエ』等にアニメーターとして携わった後、『名探偵ホームズ』で宮崎駿の下で演出の勉強をする。宮崎がテレコムを離れた後も、現在に至るまでテレコムの中心として同社作品の演出・監督を多数手がけている。
現在は本職以外に“ テレコム・アニメーションフィルム取締役 ”という、経営者としての顔も持つ。

## 参加作品

### テレビアニメ
1974年
- アルプスの少女ハイジ（動画）

1975年
- フランダースの犬（動画）

1976年
- 母をたずねて三千里（動画チェッカー）

1977年
- あらいぐまラスカル（動画チェッカー）

1978年
- 未来少年コナン（原画）

1979年
- 赤毛のアン（原画）
- ルパン三世 (TV第2シリーズ)（1979年 - 1980年、原画）

1981年
- じゃりン子チエ（原画）

1982年
- 名探偵ホームズ（1982年 - 1984年、演出助手）

1997年
- サイバーシックス（1997年 - 1998年）

2002年
- パタパタ飛行船の冒険（絵コンテ・演出）
- ぴたテン（演出）

2003年
- ソニックX（原画）
- はじめの一歩 Champion Road（原画）
- 無人惑星サヴァイヴ（2003年 - 2004年、絵コンテ・演出）

2004年
- 双恋（監督）

2005年
- タイドライン・ブルー（絵コンテ・演出）

2006年
- 無敵看板娘（監督）

2007年
- ルパン三世 霧のエリューシヴ（絵コンテ）

2008年
- 二十面相の娘（監督）

2009年
- 宙のまにまに（絵コンテ）

2010年
- ひめチェン!おとぎちっくアイドル リルぷりっ（助監督（26話 - 最終話）・絵コンテ・演出）

2012年
- もやしもん リターンズ（演出）
- アイカツ!（演出）

2014年
- ポケットモンスター XY（絵コンテ）

2015年
- ルパン三世 PART IV（絵コンテ・演出）

2016年
- orange（演出）
- TRICKSTER -江戸川乱歩「少年探偵団」より-（絵コンテ）

2017年
- チェインクロニクル 〜ヘクセイタスの閃〜（絵コンテ・演出）

2018年
- ルパン三世 PART5（絵コンテ・演出）
- つくもがみ貸します（絵コンテ）

2021年
- ルパン三世 PART6（監督〈第0話〉・絵コンテ・演出）

2023年
- 川越ボーイズ・シング（絵コンテ・演出）
- 七つの大罪 黙示録の四騎士（絵コンテ・演出）

2024年
- アストロノオト（絵コンテ・演出）

2025年
- アオのハコ（監督補佐・原画）

### 劇場アニメ
1979年
- ルパン三世 カリオストロの城（原画）

1987年
- ルパン三世 風魔一族の陰謀（演出補・絵コンテ）

1989年
- NEMO/ニモ

1994年
- 平成狸合戦ぽんぽこ（原画）

1995年
- ルパン三世 くたばれ!ノストラダムス（絵コンテ・イメージボード・演出）

1998年
- 名探偵コナン 14番目の標的（原画）

2001年
- WXIII 機動警察パトレイバー（原画）

2004年
- NITABOH 仁太坊-津軽三味線始祖外聞（作画監督）

2006年
- ブレイブ ストーリー（原画）

2007年
- ピアノの森（絵コンテ）

2010年
- 名探偵コナン 天空の難破船（原画）

### OVA
1991年
- おざなりダンジョン 風の塔（原画）

2002年
- ナースウィッチ小麦ちゃんマジカルて（原画）

2003年
- 戦闘妖精雪風（原画）

### Webアニメ
2022年
- Shenmue the Animation（絵コンテ・演出）